# Yusul

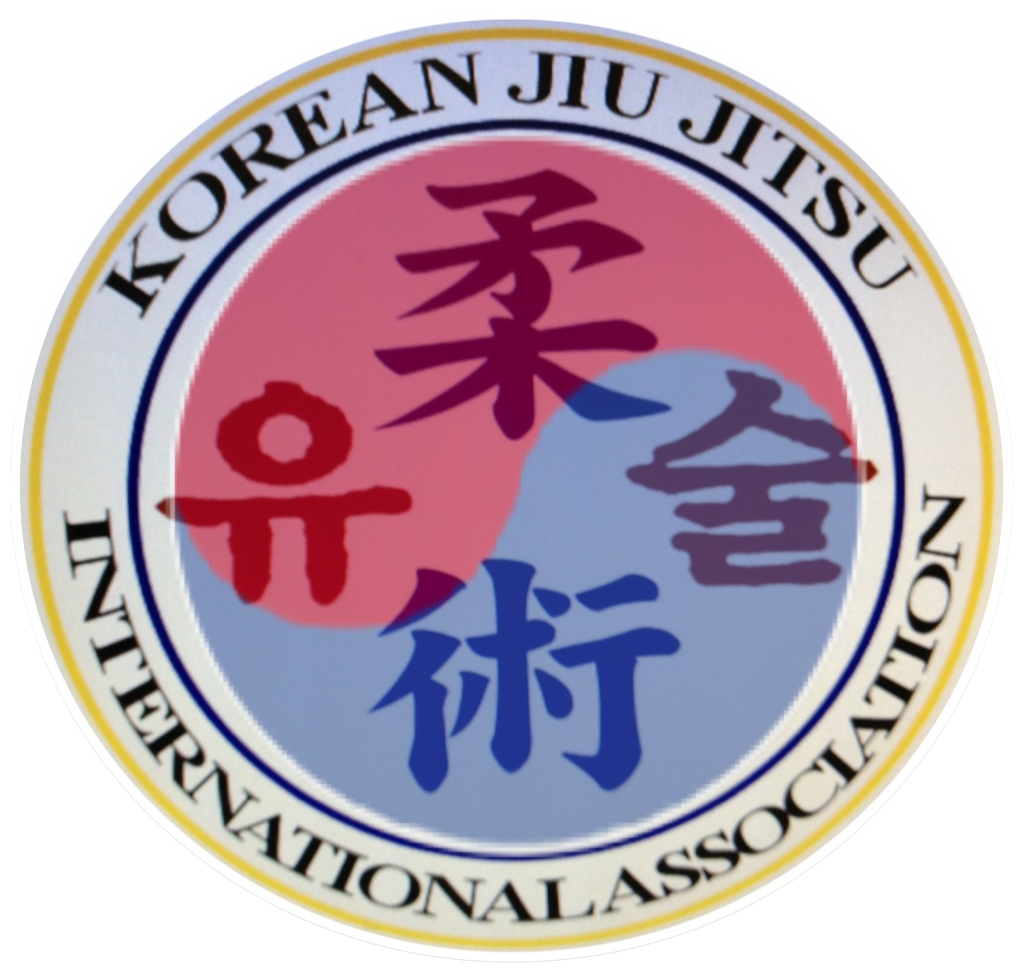
Korean Jiujitsu

Yusul (GongKwon Yusul), koreańska sztuka walki, zbliżona do japońskiej ju-jitsu i wchodząca w skład "Korean Jiujitsu".